# Głogów
Głogów (în germană Glogau) este un oraș în Voievodatul Silezia de Jos în Polonia. Pînă în august 1945 a făcut parte din Germania. Are cca 72 mii locuitori (2004). Suprafață: 35,0 km². Este orașul de baștină al scriitorului german Arnold Zweig.